# Alghero Lufthavn
Alghero Lufthavn (IATA: AHO, ICAO: LIEA) er en lufthavn i Italien. Den er beliggende ved landsbyen Fertilia, otte km nordvest for Alghero på den nordlige del af øen Sardinien.
Om sommeren er der meget chartertrafik med turister. Lavprisflyselskabet Ryanair havde i oktober 2013 omkring 20 ruter fra Alghero, hvilket gjorde det til lufthavnens største operatør. I 2012 betjente lufthavnen 1.518.870 passagerer og havde 14.296 start- og landinger. 

## Historie
Lufthavnen åbnede den 28. marts 1938 som en militær flyveplads. I 1943 blev der etableret en start- og landingsbane i beton, og i 1946 startede de første regulære ruteflyvninger imellem Alghero og Rom. I 1960'erne blev ruten overtaget af Alitalias datterselskab Aero Trasporti Italiani. En hangar udgjorde det som lufthavnsterminal, og derfor valgte man i 1968 at opføre en ny terminal. I midten af 1970'erne forlængede man landingsbanen fra 2.000 meter til 3.000. De civile myndigheder overtog i 1974 den fulde drift af lufthavnen.
Den nuværende terminalbygning blev indviet i 2003, og året efter blev landingsbanen renoveret. 

## Galleri
- Et Boeing 737-800 fra Ryanair foran terminalbygningen fra 2003.
- Terminalbygningen fra 1968 ses til venstre, mens den nye ses til højre.
- Landingsbane og terminalområde set fra luften.